# Polestar-deildin (2024/2025)
Polestar-deildin 2024/2025 − 57. sezon mistrzostw Wysp Owczych w piłce siatkowej zorganizowany przez Związek Piłki Siatkowej Wysp Owczych (far. Flogbóltssamband Føroya, FBF). Rozpoczął się 22 września 2024 roku i trwał do 27 marca 2025 roku.
Rozgrywki składały się z fazy zasadniczej oraz finału. W fazie zasadniczej drużyny rozegrały ze sobą po cztery mecze. Dwa najlepsze zespoły awansowały do finału, w którym rywalizacja toczyła się do dwóch zwycięstw.
Po raz 15., jednocześnie 6. raz z rzędu, mistrzostwo Wysp Owczych zdobył Mjølnir, który w finale pokonał zespół SÍ.
Tytularnym sponsorem najwyższej klasy rozgrywkowej została spółka Wenzel, będąca dystrybutorem samochodów marki Polestar, a rozgrywki przyjęły nazwę Polestar-deildin.

## System rozgrywek
W fazie zasadniczej drużyny rozegrały ze sobą po cztery spotkania systemem kołowym (dwa mecze u siebie i dwa rewanże na wyjeździe). Dwa najlepsze zespoły awansowały do finału. Rywalizacja w finale toczyła się do dwóch wygranych ze zmianą gospodarza po każdym meczu. Gospodarzem pierwszego spotkania była drużyna, która zajęła 1. miejsce w fazie zasadniczej. Zwycięzca finału został mistrzem Wysp Owczych.
| Kryteria ustalenia pozycji w tabeli |
| O kolejności w tabeli decydowały następujące kryteria: 1. liczba punktów (3:0 i 3:1 – 3 punkty dla zwycięzcy, 0 punktów dla przegranego; 3:2 – 2 punkty dla zwycięzcy, 1 punkt dla przegranego), 2. bilans setów, 3. bilans w meczach bezpośrednich pomiędzy zainteresowanymi drużynami w kolejności: a) liczba punktów, b) bilans setów, c) bilans małych punktów, 4. dodatkowy mecz. |

## Drużyny uczestniczące
W Polestar-deildin w sezonie 2024/2025 uczestniczyło 5 drużyn. Skład rozgrywek nie zmienił się w porównaniu z poprzednim sezonem.
| Polestar-deildin 2024/2025                                                            | Polestar-deildin 2024/2025 |                  |
| ------------------------------------------------------------------------------------- | -------------------------- | ---------------- |
| Mjølnir                                                                               | 1                          | Puchar Challenge |
| SÍ                                                                                    | 2                          |                  |
| ÍF                                                                                    | 3                          |                  |
| Fleyr                                                                                 | 4                          |                  |
| Ternan                                                                                | 5                          |                  |
| Oznaczenia: - kolumna druga – miejsce zajęte przez daną drużynę w poprzednim sezonie. |                            |                  |

## Hale sportowe
| Drużyna | Hala sportowa      | Miejscowość  |       |
| ------- | ------------------ | ------------ | ----- |
| Fleyr   | Høllin á Hálsi     | Thorshavn    |       |
| ÍF      | Fuglafjarðar skúli | Fuglafjørður | [ a ] |
| ÍF      | Høllin á Kambsdali | Fuglafjørður | [ a ] |
| Mjølnir | Badmintonhøllin    | Klaksvík     |       |
| SÍ      | Sørvágs skúli      | Sørvágur     | [ b ] |
| SÍ      | Høllin á Giljanesi | Sandavágur   | [ b ] |
| Ternan  | Tofta skúli        | Toftir       |       |
| Źródło: |                    |              |       |

| FleyrÍFMjølnirSÍTernan Lokalizacja głównych obiektów sportowych |

## Trenerzy
| Drużyna | Trener                  | Asystent trenera      | *      |
| ------- | ----------------------- | --------------------- | ------ |
| Fleyr   | Suni Juul Pedersen      | Jens Mortensen        | [ 10 ] |
| ÍF      | Ołeksandr Dmytrijew     | Kristian Hansen       | [ 11 ] |
| Mjølnir | Bardur Bendix Mikkelsen | Philip Freere         | [ 12 ] |
| SÍ      | Mateusz Pazgan          | Ragnar í Haraldsstovu | [ 13 ] |
| Ternan  | Erich Perau             | —                     | [ 14 ] |

### Zmiany trenerów
| Klub             | Były trener                      | Data odejścia           | Nowy trener             | Data przyjścia          | *      |
| ---------------- | -------------------------------- | ----------------------- | ----------------------- | ----------------------- | ------ |
| Przed sezonem    |                                  |                         |                         |                         |        |
| Fleyr            | Gabriel Aramayo Esteban Martínez | koniec sezonu 2023/2024 | Suni Juul Pedersen      | przed sezonem 2024/2025 |        |
| Mjølnir          | John Syderbø                     | koniec sezonu 2023/2024 | Michael Rowsell         | przed sezonem 2024/2025 | [ 15 ] |
| SÍ               | Cristiano Rodrigues Campos       | koniec sezonu 2023/2024 | Mateusz Pazgan          | przed sezonem 2024/2025 | [ 16 ] |
| Ternan           | Alex Troleis                     | koniec sezonu 2023/2024 | Erich Perau             | przed sezonem 2024/2025 |        |
| W trakcie sezonu |                                  |                         |                         |                         |        |
| Mjølnir          | Michael Rowsell                  | 22.12.2024              | Bardur Bendix Mikkelsen | 22.12.2024              | [ 17 ] |

## Faza zasadnicza

### Tabela wyników
Rundy 1-2
| Gospodarz \ Gość1 | MJØ | SÍ  | ÍF  | FLE | TER |
| ----------------- | --- | --- | --- | --- | --- |
| Mjølnir           | -   | 0:3 | 3:2 | 3:1 | 3:0 |
| SÍ                | 3:0 | -   | 3:1 | 3:0 | 3:0 |
| ÍF                | 0:3 | 0:3 | -   | 2:3 | 3:0 |
| Fleyr             | 1:3 | 2:3 | 3:2 | -   | 3:0 |
| Ternan            | 0:3 | 0:3 | 1:3 | 0:3 | -   |

Rundy 3-4
| Gospodarz \ Gość1 | MJØ | SÍ  | ÍF  | FLE | TER |
| ----------------- | --- | --- | --- | --- | --- |
| Mjølnir           | -   | 3:2 | 3:0 | 3:2 | 3:0 |
| SÍ                | 3:0 | -   | 1:3 | 3:1 | 3:0 |
| ÍF                | 0:3 | 2:3 | -   | 3:2 | 3:1 |
| Fleyr             | 0:3 | 1:3 | 2:3 | -   | 3:0 |
| Ternan            | 0:3 | 0:3 | 0:3 | 0:3 | -   |

Źródło: 
1 Drużyna gospodarzy jest wymieniona po lewej stronie tabeli.
Kolory:
  zwycięstwo gospodarzy 3:0 lub 3:1
  zwycięstwo gospodarzy 3:2
  zwycięstwo gości 3:0 lub 3:1
  zwycięstwo gości 3:2

### Terminarz i wyniki spotkań
| Data | Godz. | Gospodarz | Rezultat                                | Gość    | Hala sportowa      | Widzów | *      |
| --- | ----- | --------- | --------------------------------------- | ------- | ------------------ | ------ | ------ |
| 22.09.2024 | 16:00 | SÍ        | 3:1 (25:20, 25:17, 25:27, 25:19)        | ÍF      | Sørvágs skúli      | 50     | [ 18 ] |
| 22.09.2024 | 16:00 | Mjølnir   | 3:1 (25:23, 18:25, 25:20, 25:22)        | Fleyr   | Badmintonhøllin    | 50     | [ 19 ] |
| 29.09.2024 | 13:00 | ÍF        | 2:3 (23:25, 25:19, 22:25, 25:21, 8:15)  | Fleyr   | Fuglafjarðar skúli | bd.    | [ 20 ] |
| 29.09.2024 | 16:00 | Ternan    | 0:3 (11:25, 18:25, 20:25)               | Mjølnir | Tofta skúli        | bd.    | [ 21 ] |
| 6.10.2024 | 13:00 | Fleyr     | 3:0 (25:13, 25:16, 25:14)               | Ternan  | Høllin á Hálsi     | bd.    | [ 22 ] |
| 6.10.2024 | 13:00 | Mjølnir   | 0:3 (17:25, 13:25, 18:25)               | SÍ      | Badmintonhøllin    | bd.    | [ 23 ] |
| 29.10.2024 | 19:00 | Fleyr     | 3:0 (25:8, 25:18, 25:20)                | Ternan  | Høllin á Hálsi     | bd.    | [ 24 ] |
| 3.11.2024 | 16:00 | ÍF        | 0:3 (22:25, 21:25, 19:25)               | Mjølnir | Fuglafjarðar skúli | 10     | [ 25 ] |
| 3.11.2024 | 17:00 | SÍ        | 3:0 (25:13, 25:13, 25:15)               | Ternan  | Sørvágs skúli      | bd.    | [ 26 ] |
| 5.11.2024 | 19:00 | Fleyr     | 2:3 (21:25, 27:25, 25:23, 21:25, 11:15) | SÍ      | Høllin á Hálsi     | 27     | [ 27 ] |
| 10.11.2024 | 16:00 | Mjølnir   | 3:2 (25:23, 25:23, 19:25, 23:25, 15:11) | SÍ      | Badmintonhøllin    | bd.    | [ 28 ] |
| 17.11.2024 | 16:00 | ÍF        | 3:0 (25:21, 25:23, 25:12)               | Ternan  | Fuglafjarðar skúli | 30     | [ 29 ] |
| 17.11.2024 | 16:00 | Fleyr     | 1:3 (16:25, 20:25, 25:16, 21:25)        | Mjølnir | Høllin á Hálsi     | bd.    | [ 30 ] |
| 20.11.2024 | 19:00 | Ternan    | 1:3 (27:25, 17:25, 16:25, 24:26)        | ÍF      | Tofta skúli        | bd.    | [ 31 ] |
| 1.12.2024 | 13:00 | Mjølnir   | 3:2 (22:25, 19:25, 25:14, 25:16, 15:12) | ÍF      | Badmintonhøllin    | bd.    | [ 32 ] |
| 1.12.2024 | 16:00 | SÍ        | 3:0 (25:12, 25:15, 25:23)               | Fleyr   | Sørvágs skúli      | bd.    | [ 33 ] |
| 4.12.2024 | 19:00 | Mjølnir   | 3:0 (25:11, 25:23, 25:22)               | Ternan  | Badmintonhøllin    | bd.    | [ 34 ] |
| 8.12.2024 | 13:00 | Ternan    | 0:3 (6:25, 12:25, 20:25)                | SÍ      | Tofta skúli        | bd.    | [ 35 ] |
| 8.12.2024 | 19:00 | Fleyr     | 3:2 (25:22, 16:25, 18:25, 25:21, 15:13) | ÍF      | Høllin á Hálsi     | bd.    | [ 36 ] |
| 15.12.2024 | 15:00 | ÍF        | 0:3 (17:25, 15:25, 28:30)               | SÍ      | Høllin á Kambsdali | bd.    | [ 37 ] |
| 20.12.2024 | 19:00 | Mjølnir   | 3:0 (25:14, 26:24, 25:20)               | ÍF      | Badmintonhøllin    | bd.    | [ 38 ] |
| 21.12.2024 | 18:00 | SÍ        | 3:1 (25:18, 25:13, 23:25, 25:20)        | Fleyr   | Sørvágs skúli      | 30     | [ 39 ] |
| 5.01.2025 | 16:00 | Fleyr     | 1:3 (23:25, 24:26, 25:23, 14:25)        | SÍ      | Høllin á Hálsi     | bd.    | [ 40 ] |
| 5.01.2025 | 17:00 | Ternan    | 0:3 (17:25, 19:25, 20:25)               | ÍF      | Tofta skúli        | bd.    | [ 41 ] |
| 12.01.2025 | 13:00 | Ternan    | 0:3 (18:25, 16:25, 21:25)               | Mjølnir | Tofta skúli        | 10     | [ 42 ] |
| 12.01.2025 | 13:00 | ÍF        | 3:2 (22:25, 25:23, 23:25, 25:19, 15:8)  | Fleyr   | Fuglafjarðar skúli | 30     | [ 43 ] |
| 15.01.2025 | 19:00 | SÍ        | 1:3 (21:25, 25:19, 20:25, 22:25)        | ÍF      | Sørvágs skúli      | 34     | [ 44 ] |
| 19.01.2025 | 13:00 | Ternan    | 0:3 (20:25, 23:25, 15:25)               | Fleyr   | Tofta skúli        | 13     | [ 45 ] |
| 19.01.2025 | 13:00 | SÍ        | 3:0 (25:20, 25:21, 28:26)               | Mjølnir | Sørvágs skúli      | bd.    | [ 46 ] |
| 26.01.2025 | 16:00 | Mjølnir   | 3:2 (25:16, 25:12, 21:25, 23:25, 15:10) | Fleyr   | Badmintonhøllin    | bd.    | [ 47 ] |
| 12.02.2025 | 19:30 | Mjølnir   | 3:0 (25:15, 25:18, 25:18)               | Ternan  | Badmintonhøllin    | bd.    | [ 48 ] |
| 16.02.2025 | 16:00 | Ternan    | 0:3 (19:25, 23:25, 14:25)               | SÍ      | Tofta skúli        | bd.    | [ 49 ] |
| 16.02.2025 | 16:00 | Fleyr     | 2:3 (20:25, 25:17, 23:25, 25:21, 14:16) | ÍF      | Høllin á Hálsi     | bd.    | [ 50 ] |
| 24.02.2025 | 18:30 | Fleyr     | 0:3 (25:27, 23:25, 23:25)               | Mjølnir | Høllin á Hálsi     | bd.    | [ 51 ] |
| 26.02.2025 | 19:00 | ÍF        | 3:1 (25:19, 20:25, 25:22, 27:25)        | Ternan  | Fuglafjarðar skúli | bd.    | [ 52 ] |
| 1.03.2025 | 13:00 | Ternan    | 0:3 (20:25, 17:25, 22:25)               | Fleyr   | Tofta skúli        | bd.    | [ 53 ] |
| 2.03.2025 | 13:00 | SÍ        | 3:0 (25:23, 25:23, 25:11)               | Mjølnir | Sørvágs skúli      | 20     | [ 54 ] |
| 5.03.2025 | 19:00 | ÍF        | 2:3 (22:25, 25:19, 25:22, 23:25, 11:15) | SÍ      | Fuglafjarðar skúli | 10     | [ 55 ] |
| 15.03.2025 | 16:00 | SÍ        | 3:0 (25:21, 25:17, 25:11)               | Ternan  | Sørvágs skúli      | 20     | [ 56 ] |
| 15.03.2025 | 18:00 | ÍF        | 0:3 (16:25, 21:25, 21:25)               | Mjølnir | Høllin á Kambsdali | 25     | [ 57 ] |
| Godziny do 27 października 2024 roku podano według strefy czasowej UTC+1, a od 27 października 2024 roku – według strefy czasowej UTC±0. Źródło: |       |           |                                         |         |                    |        |        |

### Tabela
| Lp.            | Drużyna | Pkt | Mecze | Mecze | Mecze | Rodzaj wyniku | Rodzaj wyniku | Rodzaj wyniku | Rodzaj wyniku | Rodzaj wyniku | Rodzaj wyniku | Sety | Sety | Sety | Małe punkty | Małe punkty | Małe punkty |
| Lp.            | Drużyna | Pkt | M     | W     | P     | 3:0           | 3:1           | 3:2           | 2:3           | 1:3           | 0:3           | wyg. | prz. | +/–  | zdob.       | str.        | +/–         |
| -------------- | ------- | --- | ----- | ----- | ----- | ------------- | ------------- | ------------- | ------------- | ------------- | ------------- | ---- | ---- | ---- | ----------- | ----------- | ----------- |
| 1              | SÍ      | 41  | 16    | 14    | 2     | 9             | 3             | 2             | 1             | 1             | 0             | 45   | 13   | +32  | 1394        | 1123        | +271        |
| 2              | Mjølnir | 36  | 16    | 13    | 3     | 8             | 2             | 3             | 0             | 0             | 3             | 39   | 17   | +22  | 1281        | 1147        | +134        |
| 3              | ÍF      | 23  | 16    | 7     | 9     | 2             | 3             | 2             | 4             | 1             | 4             | 30   | 34   | −4   | 1384        | 1404        | −20         |
| 4              | Fleyr   | 20  | 16    | 6     | 10    | 4             | 0             | 2             | 4             | 4             | 2             | 30   | 34   | −4   | 1359        | 1384        | −25         |
| 5              | Ternan  | 0   | 16    | 0     | 16    | 0             | 0             | 0             | 0             | 2             | 14            | 2    | 48   | −46  | 888         | 1248        | −360        |
| Legenda: finał |         |     |       |       |       |               |               |               |               |               |               |      |      |      |             |             |             |

Źródło: 
Punktacja: 3:0 i 3:1 – 3 pkt; 3:2 – 2 pkt; 2:3 – 1 pkt; 1:3 i 0:3 – 0 pkt
Zasady ustalania kolejności: zob. sekcję powyżej

## Finał
Format: do dwóch zwycięstw
Godziny według strefy czasowej UTC±0
| Data       | Godz.  | Gospodarz | Rezultat                                | Gość        | Hala sportowa      | Widzów      | *           |
| ---------- | ------ | --------- | --------------------------------------- | ----------- | ------------------ | ----------- | ----------- |
| SÍ (1)     | SÍ (1) | SÍ (1)    | 1 – 2                                   | (2) Mjølnir | (2) Mjølnir        | (2) Mjølnir | (2) Mjølnir |
| 19.03.2025 | 19:00  | SÍ        | 3:1 (25:23, 13:25, 25:23, 26:24)        | Mjølnir     | Høllin á Giljanesi | 130         | [ 59 ]      |
| 21.03.2025 | 19:30  | Mjølnir   | 3:1 (26:24, 25:22, 13:25, 31:29)        | SÍ          | Badmintonhøllin    | bd.         | [ 60 ]      |
| 27.03.2025 | 19:00  | SÍ        | 2:3 (25:22, 30:28, 19:25, 20:25, 17:19) | Mjølnir     | Høllin á Giljanesi | 180         | [ 61 ]      |
| Źródło:    |        |           |                                         |             |                    |             |             |

## Klasyfikacja końcowa
| Poz. | Drużyna | Uwagi                              |
| 1.   | Mjølnir | prawo udziału w el. Ligi Mistrzów  |
| 2.   | SÍ      | prawo udziału w Pucharze Challenge |
| 3.   | ÍF      |                                    |
| 4.   | Fleyr   |                                    |
| 5.   | Ternan  |                                    |